# بابلو مونتيس
بابلو مونتيس هو منافس ألعاب قوى كوبي، ولد في 23 نوفمبر 1945 في هافانا في كوبا، وتوفي بنفس المكان في 26 أكتوبر 2008 بسبب نوبة قلبية.

## وصلات خارجية
- بابلو مونتيس على موقع الاتحاد الدولي لألعاب القوى (الإنجليزية)
- بابلو مونتيس على موقع اللجنة الأولمبية الدولية (الإنجليزية)
- بابلو مونتيس على موقع أوليمبيديا (الإنجليزية)